# Wedoquella macrothecata
Wedoquella macrothecata är en spindelart som beskrevs av Galiano 1984. Wedoquella macrothecata ingår i släktet Wedoquella och familjen hoppspindlar. Inga underarter finns listade i Catalogue of Life.